# Eupithecia pantellata
Eupithecia pantellata är en fjärilsart som beskrevs av Pierre Millière 1875. Eupithecia pantellata ingår i släktet Eupithecia och familjen mätare. Inga underarter finns listade i Catalogue of Life.